# Prix Conscience planétaire
Le prix Conscience planétaire décerné par le club de Budapest est accordé à des personnalités qui sont des exemples vivants de la conscience de la responsabilité globale.

## Lauréats
1996
- Václav Havel : président de la République tchèque à l'époque, premier lauréat du prix Conscience planétaire. Il a été récompensé pour son rôle dans la perestroïka des pays d'Europe orientale et ses appels à une forte prise de conscience planétaire de la politique mondiale[1].

1997
- Mikhaïl Gorbatchev : dernier dirigeant de l'URSS. Il a été honoré avant tout pour les nouvelles idées qu'il a introduites dans la politique, et pour son implication personnelle afin de développer la citoyenneté mondiale. Il incarne les buts du club de Budapest de façon exceptionnelle[2].
- Huschmand Sabet : chef d'entreprise allemand, philosophe et écrivain. Il a reçu le prix pour son concept de la Terra Tax[3], une taxe volontaire pour le développement social du tiers monde, payée par les importateurs européens de tapis tissés main[4].
- Muhammad Yunus : il est le fondateur de la Grameen Bank, une institution qui a financé 2,1 millions de personnes, surtout des femmes, avec une moyenne des micro-crédits d'environ 120 dollars US, sans exiger les garanties financières habituelles. Il a été récompensé car il compte déjà comme l'un des grands réformateurs sociaux de ce siècle[5].

1998
- Desmond Tutu : archevêque anglican sud-africain. Il a été récompensé pour son rôle afin de surmonter l'apartheid en Afrique du Sud et pour son engagement pour la paix mondiale et le dialogue interreligieux[6].

1999
- Kofi Annan : septième secrétaire général de l'Organisation des Nations unies. Il a été récompensé pour ses actions, ainsi que sa pensée et sa personnalité, qui illustrent le genre de conscience dont l'humanité a besoin pour progresser et se développer durablement et pacifiquement au XXIe siècle[7].

2001
- Hans Küng : théologien et écrivain suisse. Il a reçu le prix pour ses réalisations favorisant le dialogue inter religieux dans le monde entier[8].

2002
- Shimon Peres : ministre et président d'Israël. Il a reçu le prix pour son action sans relâche dans le Processus de paix israélo-palestinien[9]
- Paulo Coelho : romancier et interprète brésilien. Il a été récompensé pour son œuvre littéraire à portée planétaire notamment sur la quête de sens[10].
- Peter Ustinov : comédien et cinéaste britannique. Par sa mission d'ambassadeur pour l'UNICEF et les actions de son Institut[11],  il a créé des universités, et il a œuvré pour soutenir la création artistique et spirituelle afin d'améliorer la situation sociale et spirituelle  ainsi que la santé des enfants et des jeunes sans distinction d'âge, d'origine ethnique ou de croyance religieuse[12].

2004
- Nelson Mandela : premier Président noir d'Afrique du Sud, il a été récompensé notamment pour son combat, tout au long de sa vie, contre l'apartheid[13].
- Franz Josef Radermacher : mathématicien, économiste et écrivain allemand. Il a reçu le prix pour sa vision exemplaire de la conscience de la responsabilité globale, et en particulier pour le développement de son modèle d'une économie de marché éco-social dans le monde[14].
- Vadim Zagladin : homme  politique et idéologue soviétique. Il a été récompensé pour son rôle de conseil auprès de Mikhaïl Gorbatchev sur la perestroïka et la glasnost, et aussi pour son action au sein de l'Association pour la coopération euro-atlantique (CCAE), promouvant les relations entre la Russie et l'OTAN[15],[16].